# オゲモー郡 (ミシガン州)
オゲモー郡（英: Ogemaw County）は、アメリカ合衆国ミシガン州ロウアー半島の北部に位置する郡である。2010年国勢調査での人口は21,699人であり、2000年の21,645人から0.2%増加した。郡庁所在地はウェストブランチ市（人口2,139人）であり、同郡で人口最大の町は国勢調査指定地域のスキッドウェイレイク（人口3,392人）である。郡名はアニシナーベ族インディアンの言葉で「酋長」を意味する ogimaa を英語化したものである。

## 地理
アメリカ合衆国国勢調査局に拠れば、郡域全面積は574.63平方マイル (1,488.3 km2)であり、このうち陸地564.30平方マイル (1,461.5 km2)、水域は10.33平方マイル (26.8 km2)で水域率は1.80%である。

### 主要高規格道路
- 州間高速道路75号線
- 州間高速道路75号線産業道路、ウェストブランチ中心街を通る環状線となる
- ミシガン州道30号線
- ミシガン州道33号線
- ミシガン州道55号線
- 郡道18号線
- 郡道28号線

### 隣接する郡
- オスコダ郡 - 北
- アルコナ郡 - 北東
- イオスコ郡 - 東
- アレナク郡 - 南東
- グラッドウィン郡 - 南西
- ロスコモン郡 - 西
- クロウフォード郡 - 北西

### 国立保護地域
- ヒューロン国立の森（部分）

## 人口動態
以下は2000年の国勢調査による人口統計データである。
| 基礎データ - 人口: 21,645人 - 世帯数: 8,842 世帯 - 家族数: 6,189 家族 - 人口密度: 15人/km2（38人/mi2） - 住居数: 15,404軒 - 住居密度: 11軒/km2（27軒/mi2） 人種別人口構成 - 白人: 97.48% - アフリカン・アメリカン: 0.13% - ネイティブ・アメリカン: 0.60% - アジア人: 0.38% - 太平洋諸島系: 0.03% - その他の人種: 0.13% - 混血: 1.25% - ヒスパニック・ラテン系: 1.16% 先祖による構成 - ドイツ系：28.7% - アメリカ人：12.3% - イギリス系：10.2% - アイルランド系：9.2% - フランス系：7.0% - ポーランド系：6.7% 言語による構成 - 英語：97.9% | 年齢別人口構成 - 18歳未満: 23.5% - 18-24歳: 6.4% - 25-44歳: 24.4% - 45-64歳: 27.0% - 65歳以上: 18.8% - 年齢の中央値: 42歳 - 性比（女性100人あたり男性の人口） - 総人口: 98.4 - 18歳以上: 95.5 世帯と家族（対世帯数） - 18歳未満の子供がいる: 27.1% - 結婚・同居している夫婦: 57.4% - 未婚・離婚・死別女性が世帯主: 8.8% - 非家族世帯: 30.0% - 単身世帯: 25.7% - 65歳以上の老人1人暮らし: 12.2% - 平均構成人数 - 世帯: 2.41人 - 家族: 2.87人 収入と家計 - 収入の中央値 - 世帯: 30,474米ドル - 家族: 34,988米ドル - 性別 - 男性: 31,003米ドル - 女性: 20,544米ドル - 人口1人あたり収入: 15,768米ドル - 貧困線以下 - 対人口: 14.0% - 対家族数: 11.0% - 18歳未満: 18.5% - 65歳以上: 9.9% |

## 郡政府
郡政府は郡監獄の運営、地方道の維持、地方裁判所の運営、権利譲渡と抵当権設定記録など重要記録の維持、公衆衛生規制の管理、福祉など社会サービスの項目で州の施策への参加を行う。郡政委員会は予算を管理するが、法や条例を作るのは限定付き権限である。ミシガン州では、警察と消防、建設と区画割、税評価、街路維持など地方政府の大半機能は個々の都市と郡区の責任である。

## 郡区
オゲモー郡は下記14の郡区に分割されている。
| - チャーチル - カミング - エドワーズ - フォスター | - グッダー - ヒル - ホートン - クラッキング | - ローガン - ミルズ - オゲモー - リッチランド | - ローズ - ウェストブランチ |

## 都市と町
| - ラプトン、国勢調査指定地域 - プレスコット、村 - ローズシティ、都市 | - スキッドウェイレイク、国勢調査指定地域 - ウェストブランチ、都市 - 郡庁所在地 |